# 科內薩縣

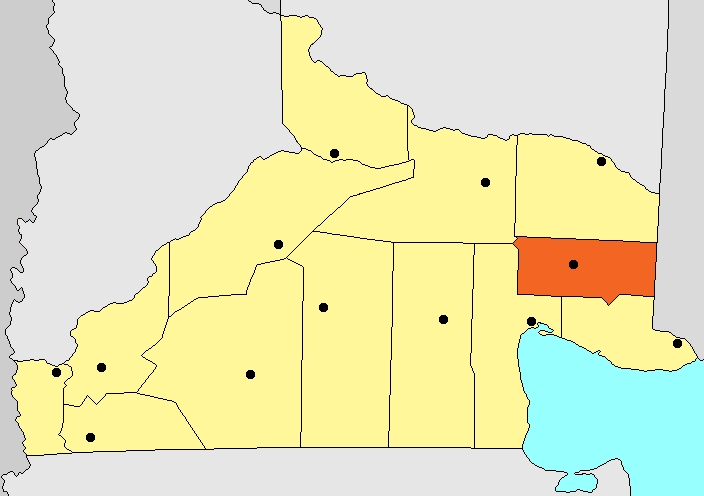

40°6′12″S 64°27′11″W / 40.10333°S 64.45306°W
科內薩縣（西班牙語：Departamento Conesa），是阿根廷的縣份，位於該國西部內烏肯省，首府設於科內薩將軍鎮，面積9,765平方公里，2010年人口7,069，人口密度每平方公里0.7人。